# São Gens
São Gens es una freguesia portuguesa del concelho de Fafe, con 14,31 km² de superficie y 1.888 habitantes (2001). Su densidad de población es de 131,9 hab/km².